# Vulcain
Vulcain är en europeisk familj av raketmotorer, framtagna som förstastegsmotor till Ariane 5. Utvecklingen av motorn började 1988, första flygningen gick av stapeln 1996. En uppdaterad version av motorn, Vulcain 2, flög för första gången 2005. Till Ariane 6 utvecklas en ny version av motorn, Vulcain 2.1.

## Historia
Namnet Vulcain kommer från det franska namnet på Vulcanus, den romerska eldguden. Utvecklingen av motorn påbörjades 1988 och var en del av ESA:s program för att ta fram deras nya raket, Ariane 5. Den första flygningen var 1996, flygningen misslyckades dock på grund av felaktig kod i styrdatorerna. Den första lyckade flygningen till omloppsbana kom året efter, 1997. 
2002 togs den uppgraderade motorn, Vulcain 2, i bruk. Den har 20% mer dragkraft än sin föregångare. Även dess första flygning misslyckades, denna gång berodde det dock på feldesign i dysan. Efter en omdesign av dysan flög Vulcain 2 sin andra flygning år 2005. Denna blev lyckad. 

### Framtida utveckling
Utvecklingen av Vulcain 2.1 började 2014. Motorn ska bli huvudmotor till Ariane 6 första steg. Den första dysan som var flygredo levererades 2017 och hade då 90 % färre delar än sin föregångare, den blev 40 % billigare och kunde tillverkas 30 % snabbare. Motorn ska göra sin jungfruflygning under första halvan av 2023. Första uppskjutningen av Ariane 6 försenades i steg, men 7 juli 2024 kunde jungfrufärden bli av. Raketens första steg kom iväg och motorn fungerade felfritt.

## Översikt
Vulcain är en raketmotor med gasgeneratorcykel som drivs av flytande väte och flytande syre. Motorn används för att driva första steget i den europeiska tunglyftraketen Ariane 5. Samtliga varianter av motorn har en brinntid på 600 sekunder. 

## Underleverantörer
Huvudtillverkaren för motorn är Snecma Moteurs från Frankrike, förutom montering tillverkar de även turbopumpen för det flytande kvävet. Turbopumpen till det flytande syret tillverkas av Avio från Italien. Gasturbinerna som driver turbopumparna och dysan tillverkas av GKN (tidigare Volvo Aero) i Sverige.